# Avcom
Avcom of Aviation Commercial (Russisch: Аэролимузин; Aerolimoesin) is een Russische luchtvaartmaatschappij met haar thuisbasis in Moskou.
Vanuit Moskou worden chartervluchten uitgevoerd binnen en buiten Rusland. Avcom is opgericht in 1990.

## Code informatie
- IATA-code  : J6
- ICAO-code  : AOC
- roepletter : Aero Avcom

## Vloot
De vloot van Avcom bestaat uit: (sept.2006)
- 2 Jakovlev Jak-42
- 2 Tupolev TU-134B
- 2 Embraer ERJ-135